# Miss Côte d'Azur
Miss Côte d'Azur est un concours de beauté annuel concernant les jeunes femmes des Alpes-Maritimes et du Var. Il est qualificatif pour l'élection de Miss France.
Six Miss Côte d'Azur ont déjà été couronnées Miss France :
- Lyne de Souza, Miss France 1933 ;
- Yvonne Viseux, Miss France 1947 ;
- Nicole Drouin, Miss France 1951 (élue sous le titre de Miss Saint-Tropez) ;
- Irène Tunc, Miss France 1954 ;
- Michèle Boule, Miss France 1966 (élue sous le titre de Miss Cannes) ;
- Sabrina Belleval, Miss France 1982.

Miss Côte d'Azur est donc le quatrième comité ayant remporté le plus de fois le concours Miss France.

## Élections locales qualificatives
- Miss Cannes ;
- Miss Mandelieu-la-Napoule ;
- Miss Vallauris Golfe-Juan.

## Synthèse des résultats
Note : Toutes les données ne sont pas encore connues.
- Miss France: Lyne de Souza (1932); Yvonne Viseux (1946); Nicole Drouin (1950; Miss Saint-Tropez); Irène Tunc (1953); Michèle Boule (1965; Miss Cannes); Sabrina Belleval (1980)
- 1re dauphine: Colette Deréal (1948, Miss Cannes); Michèle Fargeot (1949, Miss Palm-Beach); Solange Dessoy (1952; Miss Lavandou); Monique Lambert (1954)
- 2e dauphine: Claude Renault (1949, Miss Juan-les-Pins); Janine Rousseau (1950, Miss Saint-Raphaël); Patricia Lelong (1975); Patricia Sismondini (1979); Louise Prieto (2001); Charlotte Pirroni (2014); Lara Gautier (2020)
- 3e dauphine: Mireille Cayrac (1952; Miss Toulon); Elisabeth Gandolfi (1976); Aurianne Sinacola (2013)
- 4e dauphine: Corinne Luthringer (1988); Azemina Hot (2007); Charlotte Murray (2011); Manelle Souahlia (2019); Lilou Émeline-Artuso (2024)
- 5e dauphine: Flavy Barla (2022)
- 6e dauphine: Charlotte Mint (2012)
- Top 12/Top 15: Alice Troietto (1985); Nathalie Bianchi (1987); Marie Torrente (1991); Valérie Fredon (1992); Valérie Barrière (1993); Sabine Winczewski (1995); Élodie Robert (2006); Anaïs Governatori (2009); Marine Laugier (2010); Leanna Ferrero (2015); Caroline Perengo (2018); Valeria Pavelin (2021); Karla Bchir (2023)

## Les Miss
Note : Toutes les données ne sont pas encore connues.

### Miss Côte d'Azur
| Année | Nom                  | Âge            | Taille         | Résidence             | Classement local/régional | Classement Miss France                                                                                         | Autres |
| ----- | -------------------- | -------------- | -------------- | --------------------- | --- | --- | --- |
| 1932  | Lyne de Souza        | 18 ans         |                | Mouans-Sartoux        | | Miss France 1933                                                                                               | Son vrai nom est Marie Emilienne Quesson |
| 1946  | Yvonne Viseux        | 19 ans         |                | Camon                 | | Miss France 1947                                                                                               | |
| 1948  | Colette Deréal       | 21 ans         |                |                       | Miss Cannes | 1re dauphine de Miss France 1949                                                                               | |
| 1949  | Michèle Fargeot      |                |                |                       | Miss Palm-Beach | 1re dauphine de Miss France 1949                                                                               | |
| 1949  | Claude Renault       |                |                |                       | Miss Juan-les-Pins Reine de Nice 1951 | 2e dauphine de Miss France 1949                                                                                | |
| 1950  | Janine Rousseau      | 15 ans         |                |                       | Miss Saint-Raphaël | 2e dauphine de Miss France 1951                                                                                | Sa sœur jumelle Colette est la même année Miss Dactylo puis 1re dauphine de Miss France 1951                                                                             |
| 1953  | Irène Tunc           | 20 ans         |                | Nice                  | | Miss France 1954                                                                                               | Son intérim sera effectué par Danielle Génault, Miss Île-de-France ; Miss Europe 1955                                                                                    |
| 1952  | Nicky le Priol       |                |                |                       | Miss Côte des Maures | | |
| 1952  | Solange Dessoy       |                |                | Paris                 | Miss Lavandou | 1re dauphine de Miss France 1953                                                                               | |
| 1952  | Mireille Cayrac      |                |                |                       | Miss Toulon | 3e dauphine ex æquo de Miss France 1953                                                                        | |
| 1954  | Monique Lambert      |                |                |                       | Miss Antibes 1954 Miss Côte d'Azur | 1re dauphine de Miss France 1955                                                                               | |
| 1954  | Claudine Michalet    |                |                |                       | Miss Hyères | 1re dauphine de Miss France 1955                                                                               | |
| 1955  | Maryse Fabre         |                |                |                       | Miss Provence-Côte d'Azur | | Son élection en tant que Miss France 1956 est invalidée le soir même Un nouveau vote le lendemain désigne Gisèle Charbit, Miss Maroc. Elle termine finalement quatrième. |
| 1959  | Rolande Caire        |                |                |                       | Miss Hyères | | |
| 1959  | Nicole Maillol       |                |                |                       | Miss Saint-Tropez | | |
| 1959  | Geneviève Mercier    |                |                |                       | Miss Sainte-Maxime | | |
| 1962  | Nicole Cherrier      |                |                |                       | | | |
| 1964  | Danielle Rivas       |                |                |                       | | | |
| 1964  | Edwige Fenech        | 16 ans         | 1,75 m         |                       | Miss Mannequin Côte d'Azur 1964 (comité concurrent)                                                                                                   | | Prix " Lady Europe" |
| 1965  | Michèle Boule        |                |                |                       | Miss Cannes | Miss France 1966                                                                                               | Elle sera ensuite remplacée par Monique Boucher, Miss Charente |
| 1967  | Marie-Claude Douat   |                |                |                       | Miss Saint-Raphaël | | |
| 1969  | Helena Colonna       | 24 ans         |                |                       | | | |
| 1970  | Elisabeth Durand     |                |                |                       | | | |
| 1975  | Patricia Lelong      |                |                |                       | | 2e dauphine de Miss France 1976                                                                                | |
| 1976  | Elisabeth Gandolfi   |                |                |                       | | 3e dauphine de Miss France 1977                                                                                | |
| 1977  | Béatrice Burié       |                |                |                       | | | Prix de la Coiffure à l'élection de Miss France 1978 |
| 1978  | Béatrice Burié       |                |                |                       | | | Également Miss Côte d'Azur 1977 et Prix de la Coiffure à l'élection de Miss France 1978 : à l'époque, plusieurs participations étaient admises                           |
| 1979  | Patricia Sismondini  |                |                | Saint-Raphaël         | | 2e dauphine de Miss France 1980                                                                                | |
| 1981  | Sabrina Belleval     | 16 ans         | 1,66 m         | Nice                  | | Miss France 1982                                                                                               | |
| 1982  | Patricia Allegri     |                |                |                       | Miss Cannes | 4e dauphine, puis 3e dauphine de Miss France 1983 (après la destitution d'Isabelle Turpault, Miss France 1983) | |
| 1983  | Stéphanie Guérin     |                |                |                       | | | |
| 1985  | Alice Troietto       |                |                |                       | | Figure parmi les 12 finalistes de l'élection Miss France 1986                                                  | |
| 1986  | Florence Mourier     |                |                |                       | | | |
| 1987  | Nathalie Bianchi     |                |                |                       | | Figure parmi les 12 finalistes de l'élection Miss France 1988                                                  | Miss Île-de-France 1988 (participe donc deux fois au concours Miss France)                                                                                               |
| 1988  | Corinne Luthringer   |                |                | Saint-Raphaël         | | 4e dauphine de Miss France 1989                                                                                | |
| 1989  | Christelle Arsiel    |                |                |                       | Miss La-Colle-sur-Loup 1989 | | |
| 1990  | Sidonie Sourbé       |                |                |                       | | | |
| 1991  | Marie Torrente       |                |                |                       | | Figure parmi les 12 finalistes de l'élection Miss France 1992                                                  | |
| 1992  | Valérie Fredon       |                |                | La Crau               | | Figure parmi les 12 finalistes de l'élection Miss France 1993                                                  | |
| 1993  | Valérie Barrière     |                |                |                       | | Figure parmi les 12 finalistes de l'élection Miss France 1994                                                  | |
| 1994  | Magali Farrugia      |                |                |                       | | | |
| 1995  | Sabine Winczewski    |                |                | Nice                  | | Figure parmi les 12 finalistes de l'élection Miss France 1996                                                  | |
| 1996  | Pas d'élection       | Pas d'élection | Pas d'élection | Pas d'élection        | Pas d'élection | Pas d'élection                                                                                                 | Pas d'élection |
| 1997  | Johanne Garcia       | 21 ans         | 1,72 m         |                       | | | |
| 1998  | Gaëlle Robert        |                |                |                       | | | |
| 1999  | Olivia Elhoussine    |                |                | La Colle-sur-Loup     | | | |
| 2000  | Claire Parent        |                |                | La Colle-sur-Loup     | | | |
| 2001  | Louise Prieto        |                |                | Gorbio                | | 2e dauphine de Miss France 2002                                                                                | Demi-finaliste à Miss Europe 2002 |
| 2002  | Sandra Marmand       |                |                |                       | | | |
| 2003  | Anaïs Moretti        |                |                | Grasse                | Miss Côte d'Argent 2003 | | |
| 2004  | Andréa Salvatore     |                |                |                       | 2e dauphine de Miss Saint-Laurent-du-Var 2004 | | |
| 2005  | Marjorie Delmont     | 20 ans         | 1,79 m         | Mandelieu-la-Napoule  | Miss Grasse 2005 | | |
| 2006  | Élodie Robert        | 22 ans         | 1,73 m         | Roquebrune-Cap-Martin | Miss Saint-Laurent-du-Var 2004 ; Miss Menton 2005 | 5e dauphine de Miss France 2007                                                                                | |
| 2007  | Azemina Hot          | 23 ans         | 1,80 m         | Nice                  | Miss Nice 2007 | 4e dauphine de Miss France 2008                                                                                | |
| 2008  | Audrey Sans          | 20 ans         | 1,75 m         | Mougins               | Miss Antibes Juan-les-Pins 2006 ; 1re dauphine de Miss Côte d'Azur 2007                                                                               | | |
| 2009  | Anaïs Governatori    | 20 ans         | 1,72 m         | Nice                  | 1re dauphine Miss Nice 2007 ; Miss Nice 2009 | Figure parmi les 12 finalistes de l'élection Miss France 2010 et termine 12e                                   | Prix du Glamour à l'élection de Miss France 2010 |
| 2010  | Marine Laugier       | 22 ans         | 1,77 m         | Biot                  | Miss Villeneuve Loubet 2009; 1re dauphine de Miss Grasse 2009; 1re dauphine de Miss Biot 2009 ; 2e dauphine de Miss Côte d'Azur 2009 ; Miss Biot 2010 | Figure parmi les 12 finalistes de l'élection Miss France 2011 et termine 12e                                   | |
| 2011  | Charlotte Murray     | 23 ans         | 1,79 m         | Biot                  | Miss Biot 2011 | 4e dauphine de Miss France 2012                                                                                | Prix de la Culture générale à l'élection de Miss France 2012 |
| 2012  | Charlotte Mint       | 19 ans         | 1,71 m         | Beausoleil            | Miss Beausoleil 2012 | 6e dauphine de Miss France 2013                                                                                | |
| 2013  | Aurianne Sinacola    | 19 ans         | 1,75 m         | Vallauris             | Miss Vallauris Golfe-Juan 2013. | 3e dauphine de Miss France 2014                                                                                | Prix « Miss Cinnamon Hospitality » à l'élection de Miss France 2014 Miss International France 2014 ("Miss Perfect Body")                                                 |
| 2014  | Charlotte Pirroni    | 20 ans         | 1,70 m         | Roquebrune-Cap-Martin | Miss Antibes Juan-les-Pins 2014 | 2e dauphine de Miss France 2015                                                                                | Miss International France 2015 |
| 2015  | Léanna Ferrero       | 20 ans         | 1,72 m         | Cannes                | Miss Cannes 2014 ; 1re dauphine de Miss Côte d'Azur 2014                                                                                              | Figure parmi les 12 finalistes de l'élection Miss France 2016 et termine 12e                                   | 3e au test de culture générale Miss France |
| 2016  | Jade Scotte          | 23 ans         | 1,72 m         | Castellar             | Miss Menton 2012 ; 3e dauphine Miss Côte d'Azur 2015                                                                                                  | | Remplace Maria Pavelin qui s'est désistée pour des raisons professionnelles Prix de la Photogénie à l'élection de Miss France 2017                                       |
| 2017  | Julia Sidi Atman     | 21 ans         | 1,79 m         | Cannes                | Miss Cannes 2017 | | Participe à l'émission Pékin Express : La Route des 50 volcans en compagnie de Miss Provence 2017 Kleofina Pnishi (en) en 2019                                           |
| 2018  | Caroline Perengo     | 22 ans         | 1,71 m         | Saint-Tropez          | Miss Cogolin 2017 ; 2e dauphine Miss Provence 2017 | Figure parmi les douze finalistes de l'élection Miss France 2019 et termine 12e                                | |
| 2019  | Manelle Souahlia     | 19 ans         | 1,71 m         | Nice                  | Miss Vallauris Golfe-Juan 2019 | 4e dauphine de Miss France 2020                                                                                | |
| 2020  | Lara Gautier         | 22 ans         | 1,74 m         | Contes                | Miss Mimosa Mandelieu-La-Napoule 2019 1re dauphine Miss Côte d'Azur 2019                                                                              | 2e dauphine de Miss France 2021                                                                                | 2e ex aequo au test de culture générale avec Miss Champagne -Ardennes.                                                                                                   |
| 2021  | Valeria Pavelin      | 24 ans         | 1,85 m         | Nice                  | Miss Mandelieu-La-Napoule 2021 | Figure parmi les 15 finalistes de l'élection Miss France 2022 et termine 10e                                   | |
| 2022  | Flavy Barla          | 19 ans         | 1,72 m         | Nice                  | Miss Mandelieu-La-Napoule 2022 | 5e dauphine de Miss France 2023                                                                                | |
| 2023  | Karla Bchir          | 19 ans         | 1,75 m         | Cannes                | Miss Cannes 2023 | Figure parmi les 15 finalistes de l'élection Miss France 2024 et termine 12e                                   | |
| 2024  | Lilou Emeline-Artuso | 21 ans         | 1,78 m         | Antibes               | Miss Mandelieu-La-Napoule 2024 | 4e dauphine de Miss France 2025                                                                                | |
| 2025  | Luna Maiolino        | 19 ans         | 1,75 m         | Cannes                | Miss Cannes 2025 | | |

## Palmarès par commune depuis 2005
- Cannes: 2008, 2015, 2017, 2023, 2025 (5)
- Nice : 2007, 2009, 2019, 2021, 2022 (5)
- Roquebrune-Cap-Martin : 2006, 2014 (2)
- Biot : 2010, 2011 (2)
- Antibes : 2024 (1)
- Contes: 2020 (1)
- Saint-Tropez: 2018 (1)
- Castellar : 2016 (1)
- Vallauris : 2013 (1)
- Beausoleil : 2012 (1)
- Mandelieu-la-Napoule : 2005 (1)

## Palmarès à l’élection Miss France depuis 2000
- Miss France :
- 1re dauphine :
- 2e dauphine : 2002, 2015, 2021
- 3e dauphine : 2014
- 4e dauphine : 2008, 2012, 2020, 2025
- 5e dauphine : 2007, 2023
- 6e dauphine : 2013
- Top 12 puis 15 :  2010, 2011, 2016, 2019, 2022, 2024
- Classement des régions pour les 10 dernières élections (Miss France 2015 à 2024) : 7e sur 30[Note 1].

## À retenir
- Meilleur classement de ces 10 dernières années : Lara Gautier, 2e dauphine de Miss France 2021.
- Dernier classement réalisé : Lilou Émeline-Artuso, 4e dauphine de Miss France 2025.
- Dernière Miss France : Sabrina Belleval, élue Miss France 1982.